# Qais Ashfaq
Qais Dad Ashfaq (Leeds, 10 de marzo de 1993) es un deportista británico que compitió en boxeo.
En los Juegos Europeos de Bakú 2015 obtuvo una medalla de bronce en el peso gallo. Ganó una medalla de plata en el Campeonato Europeo de Boxeo Aficionado de 2015, en el mismo peso.

## Palmarés internacional
| Juegos Europeos    | Juegos Europeos    | Juegos Europeos   | Juegos Europeos |
| Año                | Lugar              | Medalla           | Categoría       |
| ------------------ | ------------------ | ----------------- | --------------- |
| 2015               | Bakú (Azerbaiyán)  | Medalla de bronce | 56 kg           |
| Campeonato Europeo |                    |                   |                 |
| Año                | Lugar              | Medalla           | Categoría       |
| 2015               | Samokov (Bulgaria) | Medalla de plata  | 56 kg           |